# Magnus Sheffield
Magnus Sheffield   (Pittsford, 19 d'abril de 2002) és un ciclista estatunidenc, professional des del 2021, quan fitxà pel Rally Cycling. El 2022 fitxà per l'Ineos Grenadiers. En el seu palmarès destaca la Fletxa Brabançona del 2022

## Palmarès en ruta
- 2018
  - 1r a la Green Mountain Stage Race júnior
- 2019 (júnior)
  - Vencedor de 2 etapes a la Keizer der Juniores
- 2020
  - 1r a la Valley of the Sun Stage Race i vencedor d'una etapa
- 2022
  - 1r a la Fletxa Brabançona
  - Vencedor d'una etapa a la Volta a Andalusia
  - Vencedor d'una etapa a la Volta a Dinamarca
- 2025
  - Vencedor d'una etapa a la París-Niça

### Resultats al Giro d'Itàlia
- 2024. 59a de la classificació general

## Palmarès en ciclocròs
- 2018-2019
  - 1r als Campionats Júnior panamericans